# Stinnett
Stinnett is een plaats (city) in de Amerikaanse staat Texas, en valt bestuurlijk gezien onder Hutchinson County, waarvan het de hoofdstad is.

## Demografie
Bij de volkstelling in 2000 werd het aantal inwoners vastgesteld op 1936.
In 2006 is het aantal inwoners door het United States Census Bureau geschat op 1866, een daling van 70 (-3,6%).

## Geografie
Volgens het United States Census Bureau beslaat de plaats een oppervlakte van
5,2 km², geheel bestaande uit land. Stinnett ligt op ongeveer 946 m boven zeeniveau.

## Plaatsen in de nabije omgeving
De onderstaande figuur toont nabijgelegen plaatsen in een straal van 36 km rond Stinnett.